# Estació de la Bordeta (TBF)
|  | Aquest article tracta sobre l'antiga estació de ferrocarril. Vegeu-ne altres significats a «estació de Bordeta». |

La Bordeta va ser una estació de ferrocarril propietat de l'antiga Companyia dels Ferrocarrils de Tarragona a Barcelona i França (TBF) situada al límit dels termes municipals de l'Hospitalet de Llobregat i l'antic municipi de Santa Maria de Sants. L'estació es trobava a la línia Barcelona-Martorell-Vilafranca-Tarragona, concretament al quilòmetre 4, per on actualment circulen trens de la línia R4 de Rodalies de Catalunya.
Aquesta estació de la línia de Martorell o Vilafranca va entrar en servei l'any 1854 quan es va obrir el primer tram de la línia entre l'antiga estació a la plaça de Catalunya (Barcelona) i Molins de Rei. TBF l'any 1887 va absorbir la Companyia del Ferrocarril de Valls a Vilanova i Barcelona, iniciant obres per integrar les línies que aglutinava, com per exemple l'enllaç que s'inaugurava el 18 de juny de 1887 entre la línia de Vilafranca i la línia de Vilanova, desapareguent així l'estació de la Bordeta.